# Бенјамин Вербич
Бенјамин Вербич (Цеље, 27. новембар 1993) је словеначки фудбалер који игра као дефанзивац за МЛС лигаша Орландо и репрезентацију Словеније.

## Играчка каријера

### Клубови
Вербић је дебитовао за Цеље 29. маја 2011. у мечу против Приморја. Свој први лигашки гол је забележио у утакмици против Олимпије, 3. априла 2012. године. На позајмици у Шампиону од 24. августа 2012., наступио је у само три утакмице. На утакмици против Радомља 25. октобра 2014., постигао је свој први хет-трик, а током сезоне укупно је постигао 15 голова, постајући један од водећих стрелаца.
У априлу 2015. потписао је четворогодишњи уговор са Копенхагеном и дебитовао у данској Суперлиги 26. јула против Есбјерга. Први гол за Копенхаген постигао је у мечу против Њутауна.
Током квалификација за Лигу шампиона 19. јула 2017., постигао је гол против словачке Жилине (1:2). Копенхаген је дошао до плеј-оф рунде, где је елиминисан од Карабага због гола у гостима, након чега је наставио такмичење у групној фази Лиге Европе. Два гола је постигао против Злина (3:0) 2. новембра 2017. у Лиги Европе, а 23. новембра је забележио гол против Локомотиве из Москве, у поразу свог тима (1:2)..
Динамо Кијев је са Вербићем потписао петогодишњи уговор 23. децембра 2017..
Као слободан играч, 29. јула 2022. потписао је уговор са Панатинаикосом, који важи до лета 2025. године.

### Репрезентација
Бенјамин Вербич дебитовао је за репрезентацију Словеније 30. марта 2015. године, играјући у пријатељској утакмици коју је Словенија изгубила од Катара са 1:0 на стадиону Јасим Бин Хамад у Дохи. Свој први међународни гол постигао је 11. новембра 2016. у победи у гостима над Малтом у квалификацијама за Светско првенство у фудбалу 2018.
Бенџамин Вербич је 20. новембра 2023. године постигао одлучујући гол у 86. минуту за победу Словеније над Казахстаном са 2-1, осигуравши тиме квалификацију своје земље за УЕФА Еуро 2024. То је био њихов први пласман на Европско првенство од 2000. године и први велики турнир од Светског првенства 2010. године.
Ажурирано утакмица одиграна 27. март 2024
| Репрезентација | Година | Ута. | Голови |
| -------------- | ------ | ---- | ------ |
| Словенија      | 2015   | 1    | 0      |
| Словенија      | 2016   | 8    | 1      |
| Словенија      | 2017   | 6    | 1      |
| Словенија      | 2018   | 6    | 1      |
| Словенија      | 2019   | 8    | 2      |
| Словенија      | 2020   | 5    | 0      |
| Словенија      | 2021   | 4    | 0      |
| Словенија      | 2022   | 9    | 0      |
| Словенија      | 2023   | 9    | 1      |
| Словенија      | 2024   | 2    | 0      |
| Укупно         | Укупно | 58   | 6      |

Скор и резултати наводе први зброј голова Словеније, колона са скором показује резултат након сваког Вербичевог гола.
| Бр. | Датум              | Стадион                             | Противник | Скор      | Резултат | Такмичење |                           |
| --- | ------------------ | ----------------------------------- | --------- | --------- | -------- | --------- | ------------------------- |
| 1   | 11. новембар 2016. | Национални стадион, Та' Кали, Малта | 8         | Малта     | 1–0      | 1–0       | Квалификације за СП 2018. |
| 2   | 4. септембар 2017. | Стадион Стожице, Љубљана, Словенија | 13        | Литванија | 3–0      | 4–0       | Квалификације за СП 2018. |
| 3   | 16. новембар 2018. | Стадион Стожице, Љубљана, Словенија | 20        | Норвешка  | 1–0      | 1–1       | УЕФА Лига нација 2018/19. |
| 4   | 9. септембар 2019. | Стадион Стожице, Љубљана, Словенија | 25        | Израел    | 1–0      | 3–2       | Квалификације за ЕП 2020. |
| 5   | 9. септембар 2019. | Стадион Стожице, Љубљана, Словенија | 25        | Израел    | 3–2      | 3–2       | Квалификације за ЕП 2020. |
| 6   | 20. новембар 2023. | Стадион Стожице, Љубљана, Словенија | 56        | Казахстан | 2–1      | 2–1       | Квалификације за ЕП 2024. |

## Успеси

### Играчки
Копенхаген
- Суперлига Данске у фудбалу: шампион 2015–16, 2016–17.
- Куп Данске у фудбалу: победник 2015–16, 2016–17.

Динамо Кијев
- Премијер лига Украјине у фудбалу: шампио 2020–21.
- Куп Украјине у фудбалу: победник 2019–20, 2020–21.
- Суперкуп Украјине у фудбалу: победник 2018, 2019, 2020.

Панатинаикос
- Куп Грчке у фудбалу: победник 2023–24.[15]